# Геронтофобия
Геронтофобия (др.-греч. γέρων — старик, φόβος — страх) или реже гераскофобия — форма дискриминации, выражающаяся в неприязни к пожилым людям. В медицине данный термин обозначает разновидность психических заболеваний, выражающихся в страхе или ненависти перед контактами с пожилыми людьми или собственным старением. Геронтофобия является тревожным психическим расстройством, которое характеризуется ненормальным, иррациональным и интенсивным страхом пожилых людей или собственной старости.

## Причины возникновения заболевания
- Нежелание выглядеть некрасивым;
- Боязнь стать «обузой»;
- Боязнь остаться одному, никому не нужным;
- Боязнь перемен, изменение социального статуса.

Всё это может сформироваться ещё в детстве. Например, увидев, как беспомощен пожилой человек или услышав историю о том, как одинок какой-то старик. На восприятие старости влияют общественные разговоры, собственный опыт, просмотр телепередач и фильмов.

## Проявление и симптомы расстройства
Многие люди задумываются о том, что их ждёт в старости. Отношение к этому периоду жизни у всех разное, но иногда человек не может даже себе признаться, что у него есть страх старости. Люди пытаются отсрочить старость, искусственно омолаживая тело, иногда даже при помощи пластических операций. Страх выражается в навязчивых и тревожных мыслях и в том, как человек рассуждает о старости; к позитивным или негативным аспектам этого явления он больше склоняется.
Симптомы геронтофобии могут выражаться в форме панических атак, что характеризуется такими признаками, как:
- чрезмерное потоотделение
- снижение артериального давления
- затрудненное дыхание
- общее беспокойство
- неспособность ясно мыслить или говорить

При геронтофобии люди могут уединяться от остальной части общества, в попытке избежать пожилых людей.

## Лечение
Существует несколько различных типов лечения для тех, кто заинтересован в преодолении страха перед старостью. Эти методы можно использовать самостоятельно, однако, для назначения правильного лечения рекомендуется обратиться к специалистам. Не забывайте, что на каждого человека разные способы воздействуют по-разному.
- Техника дыхания. Если страх умеренный, то в стрессовой ситуации могут использоваться успокаивающие дыхательные упражнения.
- Систематическая десенсибилизация включает в себя три шага. Во-первых, необходимо расслабиться и отдохнуть. Вторым шагом является осознание и понимание того, чего боится пациент. Не всем удается самостоятельно разобраться в этом. Затем начинается постепенное ознакомление с источником страха. Например, можно предложить посмотреть на фотографию пожилого человека, после этого посмотреть и поговорить с ним.
- Наводнение. Человек непосредственно погружается в свой страх до тех пор, пока боязнь не спадёт или не исчезнет. Для этого человека могут отвести туда, где живёт много пожилых людей, чтобы показать, что там нечего бояться. Но нередко такие резкие перемены могут привести к осложнению психического заболевания.

В основном методы самопомощи эффективно уменьшают страх перед смертью, но не устраняют причины расстройства. Специалист с психологическим образованием может помочь разобраться в истинных причинах и выбрать соответствующие методы лечения. При когнитивно-поведенческой психотерапии люди учатся менять свои мысли, боязнь старости становится всё меньше. Также бывает полезна групповая терапия с людьми, имеющими ту же фобию.